# Nhắn tin văn bản

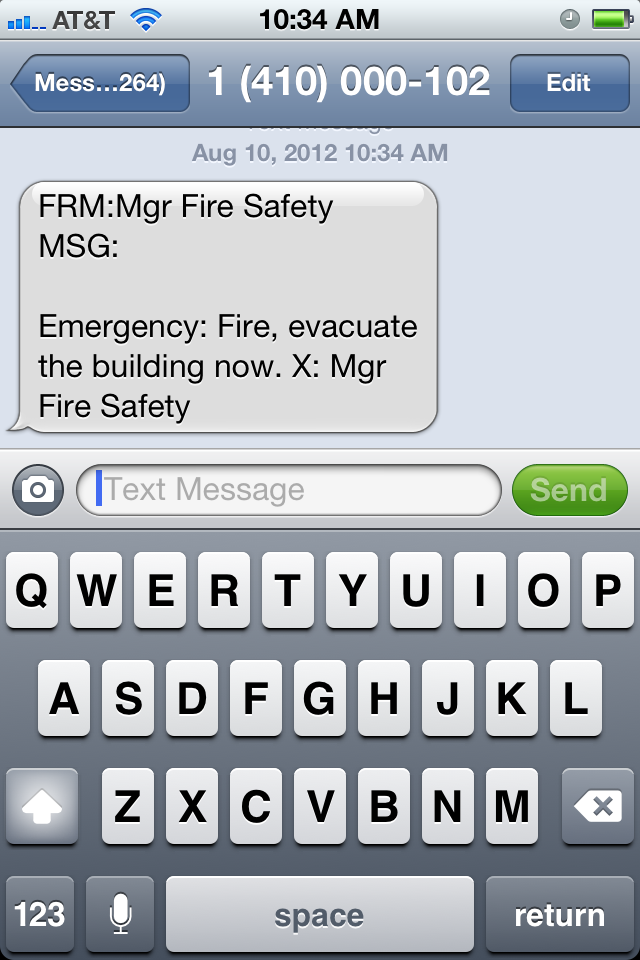
Một tin nhắn văn bản xuất hiện trên màn hình hiển thị của iPhone trước iOS 7.

Nhắn tin văn bản, hoặc gọi ngắn gọn là nhắn tin, là hành động soạn thảo và gửi tin nhắn điện tử, thường bao gồm các ký tự chữ và số, giữa hai hoặc nhiều người dùng thiết bị di động, máy tính để bàn / máy tính xách tay hoặc loại máy tính tương thích khác. Tin nhắn văn bản có thể được gửi qua mạng di động hoặc cũng có thể được gửi qua kết nối Internet.
Thuật ngữ ban đầu được dùng để chỉ các tin nhắn được gửi bằng Dịch vụ tin nhắn ngắn (SMS). Nó đã phát triển vượt ra ngoài văn bản chữ và số để bao gồm các tin nhắn đa phương tiện (được gọi là MMS) có chứa hình ảnh kỹ thuật số, video và nội dung âm thanh, cũng như các chữ tượng hình được gọi là biểu tượng cảm xúc (khuôn mặt vui vẻ, khuôn mặt buồn và các biểu tượng khác).
Tin nhắn văn bản được sử dụng cho mục đích cá nhân, gia đình, kinh doanh và xã hội. Các tổ chức chính phủ và phi chính phủ sử dụng tin nhắn văn bản để liên lạc giữa các đồng nghiệp. Trong những năm 2010, việc gửi các tin nhắn không chính thức ngắn đã trở thành một phần được chấp nhận của nhiều nền văn hóa, như đã xảy ra trước đó với việc gửi email. Điều này giúp nhắn tin một cách nhanh chóng và dễ dàng để liên lạc với bạn bè, gia đình và đồng nghiệp, khi trong bối cảnh một cuộc gọi sẽ bất lịch sự hoặc không phù hợp (ví dụ: gọi điện rất muộn vào ban đêm hoặc khi một người biết rằng người kia đang bận rộn với gia đình hoặc hoạt động công việc). Giống như e-mail và thư thoại, và không giống như các cuộc gọi (trong đó người gọi hy vọng nói chuyện trực tiếp với người nhận), nhắn tin không yêu cầu người gọi và người nhận phải rảnh rỗi cùng một lúc; điều này cho phép việc giao tiếp ngay cả giữa các cá nhân bận rộn. Tin nhắn văn bản cũng có thể được sử dụng để tương tác với các hệ thống tự động, ví dụ, để đặt mua sản phẩm hoặc dịch vụ từ các trang web thương mại điện tử hoặc tham gia các cuộc thi trực tuyến. Các nhà quảng cáo và nhà cung cấp dịch vụ sử dụng tiếp thị văn bản trực tiếp để gửi tin nhắn cho người dùng di động về các chương trình khuyến mãi, ngày đến hạn thanh toán và các thông báo khác thay vì sử dụng thư bưu chính, email hoặc thư thoại.

## Lịch sử
Các hệ thống điện tín, được phát triển vào đầu thế kỷ 19, đã sử dụng các tín hiệu điện đơn giản để gửi tin nhắn văn bản. Vào cuối thế kỷ 19, điện báo không dây được phát triển bằng cách sử dụng sóng vô tuyến.
Năm 1933, Reichspost của Đức (dịch vụ bưu chính Reich) đã giới thiệu dịch vụ " telex " đầu tiên.
Đại học Hawaii bắt đầu sử dụng radio để gửi thông tin kỹ thuật số từ đầu năm 1971, sử dụng ALOHAnet.   SMS của Friedmus Hillebrand đã khái niệm hóa vào năm 1984 khi đang làm việc cho Deutsche Telekom. Ngồi ở một máy đánh chữ ở nhà, Hillebrand gõ ra các câu ngẫu nhiên và đếm từng chữ cái, số, dấu chấm câu và dấu cách. Hầu như mọi lúc, các tin nhắn chứa ít hơn 160 ký tự, do đó tạo cơ sở cho giới hạn mà người ta có thể nhập qua tin nhắn văn bản. Với Bernard Ghillebaert của France Télécom, ông đã phát triển một đề xuất cho cuộc họp GSM (Groupe Spécial Mobile) vào tháng 2 năm 1985 tại Oslo. Giải pháp kỹ thuật đầu tiên phát triển trong một phân nhóm GSM dưới sự lãnh đạo của Finn Trosby. Nó được phát triển thêm dưới sự lãnh đạo của Kevin Holley và Ian Harris (xem Dịch vụ tin nhắn ngắn). SMS tạo thành một phần không thể thiếu của SS7 (Hệ thống tín hiệu số 7). Trong SS7, đó là "trạng thái" với dữ liệu 160 ký tự, được mã hóa theo định dạng văn bản ITU-T "T.56", có "trình tự dẫn đầu" để xác định các mã ngôn ngữ khác nhau và có thể có đặc biệt mã ký tự cho phép, ví dụ, gửi biểu đồ đơn giản dưới dạng văn bản. Đây là một phần của ISDN (Mạng kỹ thuật số dịch vụ tích hợp) và vì GSM dựa trên điều này, đã tìm đường đến điện thoại di động. Tin nhắn có thể được gửi và nhận trên điện thoại ISDN và chúng có thể gửi SMS đến bất kỳ điện thoại GSM nào. Khả năng làm một cái gì đó là một việc, thực hiện nó một cách khác, nhưng các hệ thống tồn tại từ năm 1988 đã gửi tin nhắn SMS đến điện thoại di động   (so sánh với ND-NOTIS).